# Молодіжний чемпіонат світу з футболу 2005
Молодіжний чемпіонат світу з футболу 2005 року (англ. 2005 FIFA World Youth Championship) — 15-ий розіграш молодіжного чемпіонату світу, що проходив з 10 червня по 2 липня 2005 року у Нідерландах. Перемогу здобула збірна Аргентини, яка перемога у фіналі Нігерію з рахунком 2:1 і таким чином здобула п'ятий трофей у своїй історії. Аргентинець Ліонель Мессі отримав Золотий бутс найкращого бомбардира з 6 голами, він же був обраний і найкращим гравцем турніру. Це був другий випадок, коли жодна європейська збірна не дійшла півфіналу, при цьому вперше це сталося в Європі.
Турнір проходив на шести стадіонах у шести нідерландських містах — Дутінгем, Еммен, Енсхеде, Керкраде, Тілбург і Утрехт.

## Стадіони
| Дутінгем                                                                                   | Еммен                                                                      | Енсхеде                                                                    |
| ------------------------------------------------------------------------------------------ | -------------------------------------------------------------------------- | -------------------------------------------------------------------------- |
| Де Вейверберг                                                                              | Ауде Мердейк                                                               | Гролс Весте                                                                |
| Місткість: 12,600                                                                          | Місткість: 8,600                                                           | Місткість: 13,250                                                          |
| 51°57′20.8″ пн. ш. 06°18′35.3″ сх. д. / 51.955778° пн. ш. 6.309806° сх. д.                 | 52°46′28.9″ пн. ш. 06°56′44.8″ сх. д. / 52.774694° пн. ш. 6.945778° сх. д. | 52°14′11.6″ пн. ш. 06°50′16.2″ сх. д. / 52.236556° пн. ш. 6.837833° сх. д. |
|                                                                                            |                                                                            |                                                                            |
| Енсхеде Утрехт Керкраде Дутінгем Еммен Тілбургclass=notpageimage\| Міста-господарі турніру |                                                                            |                                                                            |
| Керкраде                                                                                   | Тілбург                                                                    | Утрехт                                                                     |
| Паркстад Лімбург                                                                           | Стадіон Короля Віллема II                                                  | Галгенвард                                                                 |
| Місткість: 19,979                                                                          | Місткість: 14,637                                                          | Місткість: 24,500                                                          |
| 50°51′25.4″ пн. ш. 06°00′21.0″ сх. д. / 50.857056° пн. ш. 6.005833° сх. д.                 | 51°32′33.6″ пн. ш. 05°04′00.5″ сх. д. / 51.542667° пн. ш. 5.066806° сх. д. | 52°04′42.1″ пн. ш. 05°08′45.0″ сх. д. / 52.078361° пн. ш. 5.145833° сх. д. |
|                                                                                            |                                                                            |                                                                            |

## Кваліфікація
Нідерланди автоматично отримали місце у фінальному турнірі на правах господаря. Решта 23 учасники визначилися за підсумками 6-ти молодіжних турнірів, що проводяться кожною Конфедерацією, яка входить до ФІФА.
| Конфедерація | Турнір                                      | Збірні                                                |
| ------------ | ------------------------------------------- | ----------------------------------------------------- |
| АФК          | Молодіжний чемпіонат Азії 2004              | КНР Японія Південна Корея Сирія                       |
| КАФ          | Молодіжний чемпіонат Азії 2005              | Бенін1 Єгипет Марокко Нігерія                         |
| КОНКАКАФ     | Відбірковий турнір КОНКАКАФ 2005            | Канада Гондурас Панама США                            |
| КОНМЕБОЛ     | Молодіжний чемпіонат Південної Америки 2005 | Аргентина Бразилія Чилі Колумбія                      |
| ОФК          | Молодіжний чемпіонат ОФК 2005               | Австралія                                             |
| УЄФА         | Юнацький чемпіонат Європи (U-19) 2004       | Німеччина Італія Іспанія Швейцарія1 Туреччина Україна |
| Господар     | Господар                                    | Нідерланди                                            |

1.↑  Дебютант молодіжних чемпіонатів світу.

## Спонсори
Партнери FIFA
- Adidas
- Кока-кола
- Toshiba
- Fujifilm
- MasterCard
- McDonald's
- T-Mobile
- Yahoo!
- Hyundai
- Philips
- Avaya

Національні партнери
- Hubo
- Unive
- FIFA.com
- FIFA Fair Play

## Арбітри
| Конфедерація | Головний арбітр                      | Асистенти                                                               |
| ------------ | ------------------------------------ | ----------------------------------------------------------------------- |
| АФК          | Халіль аль-Гамді (Саудівська Аравія) | Фатіх Арабаті (Йорданія) Ейса Гулум (ОАЕ)                               |
| АФК          | Квон Йон Чхоль (Південна Корея)      | Кім Де Йон (Південна Корея) Лю Тейдзун (Китай)                          |
| КАФ          | Коффі Коджія (Бенін)                 | Абуду Адероджу (Бенін) Селестін Нтагунгіра (Руанда)                     |
| КАФ          | Ессам Абдель Фаттах (Єгипет)         | Бешр Рашван (Єгипет) Лулесегед Бегашав (Ефіопія)                        |
| КОНКАКАФ     | Родольфо Сібріан (Сальвадор)         | Карлос Пастрана (Гондурас) Рейнальдо Салінас (Гондурас)                 |
| КОНКАКАФ     | Беніто Арчундія (Мексика)            | Хосе Рамірес (Мексика) Педро Реболар (Мексика)                          |
| КОНМЕБОЛ     | Орасіо Елісондо (Аргентина)          | Даріо Гарсія (Аргентина) Родольфо Отеро (Аргентина)                     |
| КОНМЕБОЛ     | Оскар Руїс (Колумбія)                | Едуардо Ботеро (Колумбія) Фернандо Тамайо (Еквадор)                     |
| КОНМЕБОЛ     | Хорхе Ларріонда (Уругвай)            | Вальтер Ріаль (Уругвай) Пабло Фандіньйо (Уругвай)                       |
| ОФК          | Марк Шилд (Австралія)                | Натан Гібсон (Австралія) Бен Вілсон (Австралія)                         |
| УЄФА         | Клаус Бо Ларсен (Данія)              | Білл Хансен (Данія) Андерс Норрестранд (Данія)                          |
| УЄФА         | Тер'є Хауге (Норвегія)               | Стейнар Холвік (Норвегія) Оле Германн Борган (Норвегія)                 |
| УЄФА         | Луїс Медіна Канталехо (Іспанія)      | Вікторіано Хіральдес Карраско (Іспанія) Педро Медіна Ернандес (Іспанія) |
| УЄФА         | Массімо Бузакка (Швейцарія)          | Маттіас Арнет (Швейцарія) Франческо Бурагіна (Швейцарія)                |
| Резервний    | Ерік Брамхар (Нідерланди)            |                                                                         |

## Склади
Команди мали подати заявку з 21 гравця (троє з яких — воротарі).

## Груповий етап
Переможці груп і команди, що зайняли другі місця, так само як і чотири найкращі команди, що зайняли треті місця, проходять в 1/8 фіналу.
| Умовні колірні позначення | Умовні колірні позначення          |
| ------------------------- | ---------------------------------- |
|                           | Команди, що проходять в 1/8 фіналу |

### Група A
| Збірна     | І | В | Н | П | ГЗ | ГП | РГ | О  | Кваліфікація    |
| ---------- | - | - | - | - | -- | -- | -- | -- | --------------- |
| Нідерланди | 9 | 3 | 3 | 0 | 0  | 6  | 1  | +5 | Вихід в плей-оф |
| Японія     | 2 | 3 | 0 | 2 | 1  | 3  | 4  | −1 | Вихід в плей-оф |
| Бенін      | 2 | 3 | 0 | 2 | 1  | 2  | 3  | −1 |                 |
| Австралія  | 2 | 3 | 0 | 2 | 1  | 2  | 5  | −3 |                 |

| 10 червня 2005 16:00 |

| Бенін          | 1–1      | Австралія |
| -------------- | -------- | --------- |
| Омотойоссі 32' | Протокол | Ворд 59'  |

| Паркстад Лімбург, Керкраде Глядачів: 4,500 Арбітр: Луїс Медіна Канталехо (Іспанія) |

| 10 червня 2005 20:00 |

| Нідерланди           | 2–1      | Японія      |
| -------------------- | -------- | ----------- |
| Афеллай 7' Бабел 18' | Протокол | Хіраяма 68' |

| Паркстад Лімбург, Керкраде Глядачів: 19,500 Арбітр: Оскар Руїс (Колумбія) |

| 15 червня 2005 17:30 |

| Японія      | 1–1      | Бенін     |
| ----------- | -------- | --------- |
| Мідзуно 65' | Протокол | Маїга 37' |

| Паркстад Лімбург, Керкраде Глядачів: 12,500 Арбітр: Клаус Бо Ларсен (Данія) |

| 15 червня 2005 20:30 |

| Австралія | 0–3      | Нідерланди                           |
| --------- | -------- | ------------------------------------ |
|           | Протокол | Мадуро 20' Емануельсон 46' Круйс 74' |

| Паркстад Лімбург, Керкраде Глядачів: 19,500 Арбітр: Квон Йон Чхоль (Південна Корея) |

| 18 червня 2005 16:00 |

| Японія    | 1–1      | Австралія    |
| --------- | -------- | ------------ |
| Маеда 87' | Протокол | Таунсенд 75' |

| Паркстад Лімбург, Керкраде Глядачів: 2,000 Арбітр: Тер'є Хауге (Норвегія) |

| 18 червня 2005 16:00 |

| Нідерланди | 1–0      | Бенін |
| ---------- | -------- | ----- |
| Мадуро 47' | Протокол |       |

| Стадіон Короля Віллема II, Тілбург Глядачів: 13,700 Арбітр: Халіль аль-Гамді (Саудівська Аравія) |

### Група B
| Збірна    | І | В | Н | П | ГЗ | ГП | РГ | О  | Кваліфікація    |
| --------- | - | - | - | - | -- | -- | -- | -- | --------------- |
| КНР       | 9 | 3 | 3 | 0 | 0  | 9  | 4  | +5 | Вихід в плей-оф |
| Україна   | 4 | 3 | 1 | 1 | 1  | 7  | 6  | +1 | Вихід в плей-оф |
| Туреччина | 4 | 3 | 1 | 1 | 1  | 4  | 4  | 0  | Вихід в плей-оф |
| Панама    | 0 | 3 | 0 | 0 | 3  | 2  | 8  | −6 |                 |

| 11 червня 2005 17:30 |

| Туреччина | 1–2      | КНР                              |
| --------- | -------- | -------------------------------- |
| Гюлеч 84' | Протокол | Тань Вансун 22' Чжао Сюйжі 90+5' |

| Галгенвард, Утрехт Глядачів: 10,000 Арбітр: Ерік Брамхар (Нідерланди) |

| 11 червня 2005 20:30 |

| Україна                         | 3–1      | Панама           |
| ------------------------------- | -------- | ---------------- |
| Алієв 20' (пен.), 22' Фещук 32' | Протокол | Аржанов 26' (аг) |

| Галгенвард, Утрехт Глядачів: 2,500 Арбітр: Халіль аль-Гамді (Саудівська Аравія) |

| 14 червня 2005 17:30 |

| КНР                                         | 3–2      | Україна                      |
| ------------------------------------------- | -------- | ---------------------------- |
| Чжу Тін 31' Чень Тао 66' (пен.) Цуй Пен 75' | Протокол | Воробей 19' Алієв 70' (пен.) |

| Галгенвард, Утрехт Глядачів: 2,300 Арбітр: Родольфо Сібріан (Сальвадор) |

| 15 червня 2005 20:30 |

| Панама | 0–1      | Туреччина |
| ------ | -------- | --------- |
|        | Протокол | Гюлеч 24' |

| Галгенвард, Утрехт Глядачів: 6,100 Арбітр: Хорхе Ларріонда (Уругвай) |

| 17 червня 2005 20:30 |

| Туреччина            | 2–2      | Україна       |
| -------------------- | -------- | ------------- |
| Сезер 8' (пен.), 53' | Протокол | Алієв 5', 19' |

| Де Вейверберг, Дутінгем Глядачів: 9,500 Арбітр: Луїс Медіна Канталехо (Іспанія) |

| 17 червня 2005 20:30 |

| КНР                                                        | 4–1      | Панама      |
| ---------------------------------------------------------- | -------- | ----------- |
| Чжоу Хайбінь 6' Ґао Лінь 40' Хао Цзюньмінь 51' Лу Лінь 78' | Протокол | Венегас 37' |

| Галгенвард, Утрехт Глядачів: 4,000 Арбітр: Ессам Абдель Фаттах (Єгипет) |

### Група C
| Збірна   | І | В | Н | П | ГЗ | ГП | РГ | О   | Кваліфікація    |
| -------- | - | - | - | - | -- | -- | -- | --- | --------------- |
| Іспанія  | 9 | 3 | 3 | 0 | 0  | 13 | 1  | +12 | Вихід в плей-оф |
| Марокко  | 6 | 3 | 2 | 0 | 1  | 7  | 3  | +4  | Вихід в плей-оф |
| Чилі     | 3 | 3 | 1 | 0 | 2  | 7  | 8  | −1  | Вихід в плей-оф |
| Гондурас | 0 | 3 | 0 | 0 | 3  | 0  | 15 | −15 |                 |

| 11 червня 2005 17:30 |

| Іспанія                              | 3–1      | Марокко              |
| ------------------------------------ | -------- | -------------------- |
| Льоренте 28' Молінеро 51' Сільва 71' | Протокол | Дульязале 84' (пен.) |

| Де Вейверберг, Дутінгем Глядачів: 9,863 Арбітр: Хорхе Ларріонда (Уругвай) |

| 11 червня 2005 20:30 |

| Гондурас | 0–7      | Чилі                                                                   |
| -------- | -------- | ---------------------------------------------------------------------- |
|          | Протокол | Парада 11', 71' Фуенсаліда 30', 53' Фернандес 67' Хара 69' Моралес 77' |

| Де Вейверберг, Дутінгем Глядачів: 6,800 Арбітр: Массімо Бузакка (Швейцарія) |

| 14 червня 2005 17:30 |

| Марокко                                           | 5–0      | Гондурас |
| ------------------------------------------------- | -------- | -------- |
| Іажур 31', 43' Бендаму 55' Бенжеллун 81' Шихі 90' | Протокол |          |

| Де Вейверберг, Дутінгем Глядачів: 5,985 Арбітр: Халіль аль-Гамді (Саудівська Аравія) |

| 15 червня 2005 20:30 |

| Чилі | 0–7      | Іспанія                                                |
| ---- | -------- | ------------------------------------------------------ |
|      | Протокол | Льоренте 8', 62', 78', 81' Робусте 51' Сільва 71', 85' |

| Де Вейверберг, Дутінгем Глядачів: 6,600 Арбітр: Беніто Арчундія (Мексика) |

| 17 червня 2005 20:30 |

| Іспанія                          | 3–0      | Гондурас |
| -------------------------------- | -------- | -------- |
| Соріано 5' Сільва 38' Віктор 67' | Протокол |          |

| Де Вейверберг, Дутінгем Глядачів: 3,000 Арбітр: Коффі Коджія (Бенін) |

| 17 червня 2005 20:30 |

| Марокко     | 1–0      | Чилі |
| ----------- | -------- | ---- |
| Бендаму 47' | Протокол |      |

| Галгенвард, Утрехт Глядачів: 11,000 Арбітр: Марк Шилд (Австралія) |

### Група D
| Збірна    | І | В | Н | П | ГЗ | ГП | РГ | О  | Кваліфікація    |
| --------- | - | - | - | - | -- | -- | -- | -- | --------------- |
| США       | 7 | 3 | 2 | 1 | 0  | 2  | 0  | +2 | Вихід в плей-оф |
| Аргентина | 6 | 3 | 2 | 0 | 1  | 3  | 1  | +2 | Вихід в плей-оф |
| Німеччина | 4 | 3 | 1 | 1 | 1  | 2  | 1  | +1 | Вихід в плей-оф |
| Єгипет    | 0 | 3 | 0 | 0 | 3  | 0  | 5  | −5 |                 |

| 11 червня 2005 17:30 |

| Аргентина | 0–1      | США         |
| --------- | -------- | ----------- |
|           | Протокол | Барретт 39' |

| Гролс Весте, Енсхеде Глядачів: 10,500 Арбітр: Тер'є Хауге (Норвегія) |

| 11 червня 2005 20:30 |

| Німеччина             | 2–0      | Єгипет |
| --------------------- | -------- | ------ |
| Адлер 75' Матіп 90+3' | Протокол |        |

| Гролс Весте, Енсхеде Глядачів: 10,500 Арбітр: Родольфо Сібріан (Сальвадор) |

| 14 червня 2005 17:30 |

| Єгипет | 0–2      | Аргентина                |
| ------ | -------- | ------------------------ |
|        | Протокол | Мессі 47' Сабалета 90+1' |

| Гролс Весте, Енсхеде Глядачів: 8,500 Арбітр: Массімо Бузакка (Швейцарія) |

| 14 червня 2005 20:30 |

| США | 0–0      | Німеччина |
| --- | -------- | --------- |
|     | Протокол |           |

| Гролс Весте, Енсхеде Глядачів: 10,350 Арбітр: Оскар Руїс (Колумбія) |

| 18 червня 2005 13:30 |

| Аргентина   | 1–0      | Німеччина |
| ----------- | -------- | --------- |
| Кардосо 43' | Протокол |           |

| Ауде Мердейк, Еммен Глядачів: 8,600 Арбітр: Беніто Арчундія (Мексика) |

| 18 червня 2005 13:30 |

| США          | 1–0      | Єгипет |
| ------------ | -------- | ------ |
| Петерсон 56' | Протокол |        |

| Гролс Весте, Енсхеде Глядачів: 7,600 Арбітр: Квон Йон Чхоль (Південна Корея) |

### Група E
| Збірна   | І | В | Н | П | ГЗ | ГП | РГ | О  | Кваліфікація    |
| -------- | - | - | - | - | -- | -- | -- | -- | --------------- |
| Колумбія | 9 | 3 | 3 | 0 | 0  | 6  | 0  | +6 | Вихід в плей-оф |
| Сирія    | 4 | 3 | 1 | 1 | 1  | 3  | 4  | −1 | Вихід в плей-оф |
| Італія   | 3 | 3 | 1 | 0 | 2  | 5  | 5  | 0  | Вихід в плей-оф |
| Канада   | 1 | 3 | 0 | 1 | 2  | 2  | 7  | −5 |                 |

| 12 червня 2005 17:30 |

| Колумбія                | 2–0      | Італія |
| ----------------------- | -------- | ------ |
| Рентерія 76' Гуарін 93' | Протокол |        |

| Стадіон Короля Віллема II, Тілбург Глядачів: 7,000 Арбітр: Марк Шилд (Австралія) |

| 12 червня 2005 20:30 |

| Сирія       | 1–1      | Канада     |
| ----------- | -------- | ---------- |
| аль-Хадж 2' | Протокол | Пітерс 31' |

| Стадіон Короля Віллема II, Тілбург Глядачів: 3,500 Арбітр: Клаус Бо Ларсен (Данія) |

| 15 червня 2005 17:30 |

| Канада | 0–2      | Колумбія               |
| ------ | -------- | ---------------------- |
|        | Протокол | Фалькао 81' Гуарін 88' |

| Стадіон Короля Віллема II, Тілбург Глядачів: 6,500 Арбітр: Ессам Абдель Фаттах (Єгипет) |

| 15 червня 2005 20:30 |

| Італія   | 1–2      | Сирія                         |
| -------- | -------- | ----------------------------- |
| Кода 69' | Протокол | Аль-Хуссаїн 37' Аль-Хамві 73' |

| Стадіон Короля Віллема II, Тілбург Глядачів: 2,500 Арбітр: Орасіо Елісондо (Аргентина) |

| 18 червня 2005 13:30 |

| Італія                                     | 4–1      | Канада      |
| ------------------------------------------ | -------- | ----------- |
| Пелле 23', 68' Галлоппа 47' Де Мартіно 90' | Протокол | де Йонг 49' |

| Паркстад Лімбург, Керкраде Глядачів: 2,000 Арбітр: Хорхе Ларріонда (Уругвай) |

| 18 червня 2005 16:00 |

| Колумбія                  | 2–0      | Сирія |
| ------------------------- | -------- | ----- |
| Родальєга 62' Фалькао 90' | Протокол |       |

| Стадіон Короля Віллема II, Тілбург Глядачів: 11,000 Арбітр: Массімо Бузакка (Швейцарія) |

### Група F
| Збірна         | І | В | Н | П | ГЗ | ГП | РГ | О  | Кваліфікація    |
| -------------- | - | - | - | - | -- | -- | -- | -- | --------------- |
| Бразилія       | 7 | 3 | 2 | 1 | 0  | 3  | 0  | +3 | Вихід в плей-оф |
| Нігерія        | 4 | 3 | 1 | 1 | 1  | 4  | 2  | +2 | Вихід в плей-оф |
| Південна Корея | 3 | 3 | 1 | 0 | 2  | 3  | 5  | −2 |                 |
| Швейцарія      | 3 | 3 | 1 | 0 | 2  | 2  | 5  | −3 |                 |

| 12 червня 2005 17:30 |

| Бразилія | 0–0      | Нігерія |
| -------- | -------- | ------- |
|          | Протокол |         |

| Ауде Мердейк, Еммен Глядачів: 8,500 Арбітр: Луїс Медіна Канталехо (Іспанія) |

| 12 червня 2005 20:30 |

| Південна Корея  | 1–2      | Швейцарія               |
| --------------- | -------- | ----------------------- |
| Сін Йон Рок 25' | Протокол | Антич 28' Фонлантен 33' |

| Ауде Мердейк, Еммен Глядачів: 8,000 Арбітр: Коффі Коджія (Бенін) |

| 15 червня 2005 17:30 |

| Швейцарія | 0–1      | Бразилія      |
| --------- | -------- | ------------- |
|           | Протокол | Гладстоун 14' |

| Ауде Мердейк, Еммен Глядачів: 8,200 Арбітр: Марк Шилд (Австралія) |

| 15 червня 2005 20:30 |

| Нігерія  | 1–2      | Південна Корея                  |
| -------- | -------- | ------------------------------- |
| Абво 18' | Протокол | Пак Чу Йон 89' Пек Чі Хун 90+2' |

| Ауде Мердейк, Еммен Глядачів: 8,500 Арбітр: Тер'є Хауге (Норвегія) |

| 18 червня 2005 16:00 |

| Бразилія            | 2–0      | Південна Корея |
| ------------------- | -------- | -------------- |
| Ренато 9' Собіс 57' | Протокол |                |

| Ауде Мердейк, Еммен Глядачів: 8,600 Арбітр: Клаус Бо Ларсен (Данія) |

| 18 червня 2005 16:00 |

| Нігерія                               | 3–0      | Швейцарія |
| ------------------------------------- | -------- | --------- |
| Обасі 49' Мікел 59' (пен.) Проміс 85' | Протокол |           |

| Гролс Весте, Енсхеде Глядачів: 8,000 Арбітр: Оскар Руїс (Колумбія) |

### Рейтинг третіх місць
| Збірна         | І | В | Н | П | ГЗ | ГП | РГ | О  | Кваліфікація    |
| -------------- | - | - | - | - | -- | -- | -- | -- | --------------- |
| Німеччина      | 4 | 3 | 1 | 1 | 1  | 2  | 1  | +1 | Вихід в плей-оф |
| Туреччина      | 4 | 3 | 1 | 1 | 1  | 4  | 4  | 0  | Вихід в плей-оф |
| Італія         | 3 | 3 | 1 | 0 | 2  | 5  | 5  | 0  | Вихід в плей-оф |
| Чилі           | 3 | 3 | 1 | 0 | 2  | 7  | 8  | −1 | Вихід в плей-оф |
| Південна Корея | 3 | 3 | 1 | 0 | 2  | 3  | 5  | −2 |                 |
| Бенін          | 2 | 3 | 0 | 2 | 1  | 2  | 3  | −1 |                 |

## Плей-оф
|  | 1/8 фіналу | 1/8 фіналу      |              |       | Чвертьфінали | Чвертьфінали |         |         | Півфінали | Півфінали |  |  | Фінал | Фінал |
|  |            |                 |              |       |              |              |         |         |           |           |  |  |       |       |
|  | 21 червня  |                 |              |       |              |              |         |         |           |           |  |  |       |       |
|  |            |                 |              |       |              |              |         |         |           |           |  |  |       |       |
|  | КНР        | 2               |              |       |              |              |         |         |           |           |  |  |       |       |
|  | КНР        | 2               | 24 червня    |       |              |              |         |         |           |           |  |  |       |       |
|  | Німеччина  | 3               |              |       |              |              |         |         |           |           |  |  |       |       |
|  | Німеччина  | 3               | Німеччина    | 1     |              |              |         |         |           |           |  |  |       |       |
|  | 21 червня  |                 | Німеччина    | 1     |              |              |         |         |           |           |  |  |       |       |
|  |            | Бразилія (д.ч.) | 2            |       |              |              |         |         |           |           |  |  |       |       |
|  | Бразилія   | Бразилія (д.ч.) | 2            | 1     |              |              |         |         |           |           |  |  |       |       |
|  | Бразилія   |                 | 28 червня    | 1     |              |              |         |         |           |           |  |  |       |       |
|  | Сирія      | 0               |              |       |              |              |         |         |           |           |  |  |       |       |
|  | Сирія      | 0               | Бразилія     | 1     |              |              |         |         |           |           |  |  |       |       |
|  | 22 червня  |                 | Бразилія     | 1     |              |              |         |         |           |           |  |  |       |       |
|  |            | Аргентина       | 2            |       |              |              |         |         |           |           |  |  |       |       |
|  | Колумбія   | Аргентина       | 2            | 1     |              |              |         |         |           |           |  |  |       |       |
|  | Колумбія   | 25 червня       |              | 1     |              |              |         |         |           |           |  |  |       |       |
|  | Аргентина  | 2               |              |       |              |              |         |         |           |           |  |  |       |       |
|  | Аргентина  | 2               | Аргентина    | 3     |              |              |         |         |           |           |  |  |       |       |
|  | 22 червня  |                 | Аргентина    | 3     |              |              |         |         |           |           |  |  |       |       |
|  |            | Іспанія         | 1            |       |              |              |         |         |           |           |  |  |       |       |
|  | Іспанія    | Іспанія         | 1            | 3     |              |              |         |         |           |           |  |  |       |       |
|  | Іспанія    |                 | 2 липня      | 3     |              |              |         |         |           |           |  |  |       |       |
|  | Туреччина  | 0               |              |       |              |              |         |         |           |           |  |  |       |       |
|  | Туреччина  | 0               | Аргентина    | 2     |              |              |         |         |           |           |  |  |       |       |
|  | 21 червня  |                 | Аргентина    | 2     |              |              |         |         |           |           |  |  |       |       |
|  |            | Нігерія         | 1            |       |              |              |         |         |           |           |  |  |       |       |
|  | Марокко    | Нігерія         | 1            | 1     |              |              |         |         |           |           |  |  |       |       |
|  | Марокко    | 24 червня       |              | 1     |              |              |         |         |           |           |  |  |       |       |
|  | Японія     | 0               |              |       |              |              |         |         |           |           |  |  |       |       |
|  | Японія     | 0               | Марокко (п.) | 2 (4) |              |              |         |         |           |           |  |  |       |       |
|  | 21 червня  |                 | Марокко (п.) | 2 (4) |              |              |         |         |           |           |  |  |       |       |
|  |            | Італія          | 2 (2)        |       |              |              |         |         |           |           |  |  |       |       |
|  | США        | Італія          | 2 (2)        | 1     |              |              |         |         |           |           |  |  |       |       |
|  | США        |                 | 28 червня    | 1     |              |              |         |         |           |           |  |  |       |       |
|  | Італія     | 3               |              |       |              |              |         |         |           |           |  |  |       |       |
|  | Італія     | 3               | Марокко      | 0     |              |              |         |         |           |           |  |  |       |       |
|  | 22 червня  |                 | Марокко      | 0     |              |              |         |         |           |           |  |  |       |       |
|  |            | Нігерія         | 3            |       | Фінал        | Фінал        |         |         |           |           |  |  |       |       |
|  | Нігерія    | Нігерія         | 3            | 1     | Фінал        | Фінал        |         |         |           |           |  |  |       |       |
|  | Нігерія    | 25 червня       | 25 червня    | 1     |              |              | 2 липня | 2 липня |           |           |  |  |       |       |
|  | Україна    | 25 червня       | 25 червня    | 0     |              |              | 2 липня | 2 липня |           |           |  |  |       |       |
|  | Україна    | Нігерія (п.)    | 1 (10)       | 0     | Бразилія     | 2            |         |         |           |           |  |  |       |       |
|  | 22 червня  | Нігерія (п.)    | 1 (10)       |       | Бразилія     | 2            |         |         |           |           |  |  |       |       |
|  |            | Нідерланди      | 1 (9)        |       | Марокко      | 1            |         |         |           |           |  |  |       |       |
|  | Нідерланди | Нідерланди      | 1 (9)        | 3     | Марокко      | 1            |         |         |           |           |  |  |       |       |
|  | Нідерланди |                 |              | 3     |              |              |         |         |           |           |  |  |       |       |
|  | Чилі       | 0               |              |       |              |              |         |         |           |           |  |  |       |       |
|  | Чилі       | 0               |              |       |              |              |         |         |           |           |  |  |       |       |

### 1/8 фіналу
| 21 червня 2005 17:30 |

| США               | 1–3      | Італія                                  |
| ----------------- | -------- | --------------------------------------- |
| Фрімен 44' (пен.) | Протокол | Галлоппа 54' Пелле 62' Клештан 75' (аг) |

| Гролс Весте, Енсхеде Глядачів: 7,000 Арбітр: Ессам Абдель Фаттах (Єгипет) |

| 21 червня 2005 20:30 |

| Марокко     | 1–0      | Японія |
| ----------- | -------- | ------ |
| Іажур 90+2' | Протокол |        |

| Гролс Весте, Енсхеде Глядачів: 11,800 Арбітр: Массімо Бузакка (Швейцарія) |

| 21 червня 2005 17:30 |

| КНР                     | 2–3      | Німеччина                      |
| ----------------------- | -------- | ------------------------------ |
| Чень Тао 4', 20' (пен.) | Протокол | Гентнер 5' Адлер 30' Матіп 89' |

| Стадіон Короля Віллема II, Тілбург Глядачів: 9,000 Арбітр: Орасіо Елісондо (Аргентина) |

| 21 червня 2005 20:30 |

| Бразилія           | 1–0      | Сирія |
| ------------------ | -------- | ----- |
| Рафінья 43' (пен.) | Протокол |       |

| Стадіон Короля Віллема II, Тілбург Глядачів: 11,000 Арбітр: Беніто Арчундія (Мексика) |

| 22 червня 2005 17:30 |

| Нігерія   | 1–0      | Україна |
| --------- | -------- | ------- |
| Тайво 80' | Протокол |         |

| Де Вейверберг, Дутінгем Глядачів: 9,600 Арбітр: Квон Йон Чхоль (Південна Корея) |

| 22 червня 2005 20:30 |

| Нідерланди                       | 3–0      | Чилі |
| -------------------------------- | -------- | ---- |
| Бабел 3' Овусу-Абеє 73' Джон 80' | Протокол |      |

| Де Вейверберг, Дутінгем Глядачів: 9,600 Арбітр: Родольфо Сібріан (Сальвадор)) |

| 22 червня 2005 17:30 |

| Колумбія      | 1–2      | Аргентина               |
| ------------- | -------- | ----------------------- |
| Отальваро 52' | Протокол | Мессі 58' Барросо 90+3' |

| Ауде Мердейк, Еммен Глядачів: 8,400 Арбітр: Клаус Бо Ларсен (Данія) |

| 22 червня 2005 20:30 |

| Іспанія                       | 3–0      | Туреччина |
| ----------------------------- | -------- | --------- |
| Хуанфран 28', 36' Робусте 69' | Протокол |           |

| Ауде Мердейк, Еммен Глядачів: 8,400 Арбітр: Тер'є Хауге (Норвегія) |

### Чвертьфінали
| 24 червня 2005 17:30 |

| Марокко                                          | 2–2      | Італія                               |
| ------------------------------------------------ | -------- | ------------------------------------ |
| Ель-Жар 26' Батталья 93' (аг)                    | Протокол | Каніні 74' Пелле 112'                |
|                                                  | Пенальті |                                      |
| Рабех · Дульязале · Іажур · Ель-Амрані · Ель-Жар | 4–2      | Галлоппа · Аньєллі · Пелле · Каротті |

| Галгенвард, Утрехт Глядачів: 20,000 Арбітр: Квон Йон Чхоль (Південна Корея) |

| 24 червня 2005 20:30 |

| Німеччина | 1–2      | Бразилія                 |
| --------- | -------- | ------------------------ |
| Губер 68' | Протокол | Тарделлі 82' Рафінья 99' |

| Стадіон Короля Віллема II, Тілбург Глядачів: 10,000 Арбітр: Марк Шилд (Австралія) |

| 25 червня 2005 15:30 |

| Нігерія                                                                                                  | 1–1      | Нідерланди                                                                                           |
| --- | -------- | --- |
| Овоері 1'                                                                                                | Протокол | Влар 46'                                                                                             |
| | Пенальті | |
| Тайво · Самбо · Адефемі · Атулева · Проміс · Адедеджі · Мікел · Апам · Кайта · Аделеє · Ванзекін · Тайво | 10–9     | Джон · Бабел · Влар · Круйс · Мадуро · Зейверлон · Дрост · Вінкен · Оттен · Тіндаллі · Вермер · Джон |

| Паркстад Лімбург, Керкраде Глядачів: 19,500 Арбітр: Орасіо Елісондо (Аргентина) |

| 25 червня 2005 20:30 |

| Аргентина                          | 3–1      | Іспанія     |
| ---------------------------------- | -------- | ----------- |
| Сабалета 19' Оберман 71' Мессі 73' | Протокол | Сапатер 32' |

| Гролс Весте, Енсхеде Глядачів: 11,200 Арбітр: Беніто Арчундія (Мексика) |

### Півфінали
| 28 червня 2005 17:30 |

| Бразилія   | 1–2      | Аргентина               |
| ---------- | -------- | ----------------------- |
| Ренато 75' | Протокол | Мессі 7' Сабалета 90+3' |

| Галгенвард, Утрехт Глядачів: 16,500 Арбітр: Массімо Бузакка (Швейцарія) |

| 28 червня 2005 20:30 |

| Марокко | 0–3      | Нігерія                         |
| ------- | -------- | ------------------------------- |
|         | Протокол | Тайво 34' Адефемі 70' Обасі 75' |

| Паркстад Лімбург, Керкраде Глядачів: 17,000 Арбітр: Хорхе Ларріонда (Уругвай) |

### Матч за третє місце
| 2 липня 2005 17:00 |

| Бразилія                  | 2–1      | Марокко           |
| ------------------------- | -------- | ----------------- |
| Сантос 88' Едкарлос 90+1' | Протокол | Едкарлос 47' (аг) |

| Галгенвард, Утрехт Глядачів: 20,000 Арбітр: Луїс Медіна Канталехо (Іспанія) |

### Фінал
| 2 липня 2005 20:00 |

| Аргентина                    | 2–1      | Нігерія   |
| ---------------------------- | -------- | --------- |
| Мессі 40' (пен.), 75' (пен.) | Протокол | Обасі 53' |

| Галгенвард, Утрехт Глядачів: 24,500 Арбітр: Тер'є Хауге (Норвегія) |

| Аргентина | Нігерія |

| Аргентина:        |    |                     |           |
|                   |    |                     |           |
| GK                | 1  | Оскар Устарі        |           |
| RB                | 4  | Хуліо Барросо       |           |
| CB                | 6  | Габріель Палетта    | 80'       |
| CB                | 13 | Есек'єль Гарай      |           |
| LB                | 3  | Лаутаро Форміка     |           |
| CM                | 8  | Пабло Сабалета      |           |
| DM                | 17 | Фернандо Гаго       | 72'       |
| CM                | 5  | Хуан Мануель Торрес |           |
| RW                | 20 | Густаво Оберман     | 57'       |
| CF                | 18 | Ліонель Мессі       | 76'       |
| LW                | 15 | Родріго Арчубі      | 61'       |
| Заміни:           |    |                     |           |
| FW                | 19 | Серхіо Агуеро       | 57' 90+2' |
| MF                | 11 | Еміліано Арментерос | 61'       |
| MF                | 7  | Лукас Білья         | 72'       |
| Головний тренер:  |    |                     |           |
| Франсіско Ферреро |    |                     |           |

| Нігерія:         |    |                   |     |
|                  |    |                   |     |
| GK               | 1  | Амбрус Ванзекін   | 74' |
| RB               | 13 | Олубайо Адефемі   |     |
| CB               | 17 | Айоделе Аделеє    |     |
| CB               | 5  | Мандей Джеймс     | 14' |
| LB               | 3  | Тає Тайво         | 78' |
| RW               | 14 | Девід Абво        | 85' |
| CM               | 19 | Сані Кайта        | 32' |
| CM               | 9  | Джон Обі Мікел    |     |
| LW               | 7  | Чінеду Обасі      |     |
| CF               | 10 | Айзек Проміс      |     |
| CF               | 20 | Джон Овоері       |     |
| Заміни:          |    |                   |     |
| FW               | 11 | Соломон Окоронкво | 85' |
| Головний тренер: |    |                   |     |
| Самсон Сяся      |    |                   |     |

| Чемпіони світу U-20 2005 |
| ------------------------ |
| Аргентина 5-ий титул     |

## Бомбардири
| 6 голів - Ліонель Мессі 5 голів - Фернандо Льоренте - Олександр Алієв 4 голи - Граціано Пелле - Давід Сільва 3 голи - Пабло Сабалета - Чень Тао - Мухсін Іажур - Чінеду Обасі 2 голи - Рафінья - Ренато Рібейро - Хосе Педро Фуенсаліда - Рікардо Парада - Радамель Фалькао - Фредді Гуарін - Нікі Адлер - Марвен Матіп - Даніеле Галлоппа - Тарік Бендаму - Раян Бабел - Гедвігес Мадуро - Тає Тайво - Хуанфран - Мікель Робусте - Гекхан Гюлеч - Сезер Озтюрк | 1 гол - Хуліо Барросо - Нері Кардосо - Густаво Оберман - Раян Таунсенд - Нік Ворд - Абу Маїга - Разак Омотойоссі - Дієго Тарделлі - Едкарлос - Гладстоун - Фабіо Сантос - Рафаел Собіс - Марсель де Йонг - Джеймі Пітерс - Матіас Фернандес - Гонсало Хара - Педро Моралес - Цуй Пен - Хао Цзюньмінь - Ґао Лінь - Лу Лінь - Тань Вансун - Чжао Сюйжі - Чжоу Хайбінь - Чжу Тін - Харрісон Отальваро - Васон Рентерія - Уго Родальєга - Крістіан Гентнер - Александер Губер - Мікеле Каніні - Андреа Кода - Раффаеле Де Мартіно | - Хіраяма Сота - Маеда Сюнсуке - Мідзуно Кокі - Абдессалам Бенжеллун - Аділь Шихі - Ріда Дульязале - Набіль Ель-Жар - Квінсі Овусу-Абеє - Ібрагім Афеллай - Урбі Емануельсон - Коллінс Джон - Рік Круйс - Рон Влар - Девід Абво - Олубайо Адефемі - Айзек Проміс - Джон Обі Мікел - Джон Овоері - Хосе Венегас - Пек Чі Хун - Пак Чу Йон - Сін Йон Рок - Хонатан Соріано - Франсіско Молінеро - Віктор Касадесус - Альберто Сапатер - Горан Антич - Йоган Фонлантен - Маджед аль-Хадж - Мохаммад Аль-Хамві - Абдельразак Аль-Хуссаїн - Максим Фещук - Дмитро Воробей - Чед Барретт - Гантер Фрімен - Джейкоб Петерсон |

## Нагороди
По завершенні турніру були оголошені такі нагороди:
| Золотий м'яч  | Золотий бутс  | Нагорода Fair Play |
| ------------- | ------------- | ------------------ |
| Ліонель Мессі | Ліонель Мессі | Колумбія           |

## Підсумкова таблиця
| М                              | Збірна         | І | В | Н | П | ГЗ | ГП | РГ  | О  |
| ------------------------------ | -------------- | - | - | - | - | -- | -- | --- | -- |
| 1                              | Аргентина      | 7 | 6 | 0 | 1 | 12 | 5  | +7  | 18 |
| 2                              | Нігерія        | 7 | 3 | 2 | 2 | 10 | 5  | +5  | 11 |
| 3                              | Бразилія       | 7 | 5 | 1 | 1 | 9  | 4  | +5  | 16 |
| 4                              | Марокко        | 7 | 3 | 1 | 3 | 11 | 10 | +1  | 10 |
| Вибули в чвертьфіналі          |                |   |   |   |   |    |    |     |    |
| 5                              | Нідерланди     | 5 | 4 | 1 | 0 | 10 | 2  | +8  | 13 |
| 6                              | Іспанія        | 5 | 4 | 0 | 1 | 17 | 4  | +13 | 12 |
| 7                              | Італія         | 5 | 2 | 1 | 2 | 10 | 8  | +2  | 7  |
| 8                              | Німеччина      | 5 | 2 | 1 | 2 | 6  | 5  | +1  | 7  |
| Вибули в 1/8 фіналу            |                |   |   |   |   |    |    |     |    |
| 9                              | Колумбія       | 4 | 3 | 0 | 1 | 7  | 2  | +5  | 9  |
| 10                             | КНР            | 4 | 3 | 0 | 1 | 11 | 7  | +4  | 9  |
| 11                             | США            | 4 | 2 | 1 | 1 | 3  | 3  | 0   | 7  |
| 12                             | Україна        | 4 | 1 | 1 | 2 | 7  | 7  | 0   | 4  |
| 13                             | Сирія          | 4 | 1 | 1 | 2 | 3  | 5  | –2  | 4  |
| 14                             | Туреччина      | 4 | 1 | 1 | 2 | 4  | 7  | –3  | 4  |
| 15                             | Чилі           | 4 | 1 | 0 | 3 | 7  | 11 | –4  | 3  |
| 16                             | Японія         | 4 | 0 | 2 | 2 | 3  | 5  | –2  | 2  |
| Вибули після групового турніру |                |   |   |   |   |    |    |     |    |
| 17                             | Південна Корея | 3 | 1 | 0 | 2 | 3  | 5  | –2  | 3  |
| 18                             | Швейцарія      | 3 | 1 | 0 | 2 | 2  | 5  | –3  | 3  |
| 19                             | Бенін          | 3 | 0 | 2 | 1 | 2  | 3  | –1  | 2  |
| 20                             | Австралія      | 3 | 0 | 2 | 1 | 2  | 5  | –3  | 2  |
| 21                             | Канада         | 3 | 0 | 1 | 2 | 2  | 7  | –5  | 1  |
| 22                             | Єгипет         | 3 | 0 | 0 | 3 | 0  | 5  | –5  | 0  |
| 23                             | Панама         | 3 | 0 | 0 | 3 | 2  | 8  | –6  | 0  |
| 24                             | Гондурас       | 3 | 0 | 0 | 3 | 0  | 15 | –15 | 0  |